# Pyraminx Crystal
Le Pyraminx Crystal est un puzzle dodécaédrique proche du Rubik's cube et du Megaminx. Il est fabriqué et vendu par Uwe Mèffert dans ses magasins depuis 2008.
Ne pas confondre avec le Pyraminx, qui a également été inventé et est vendu par Mèffert.

## Historique

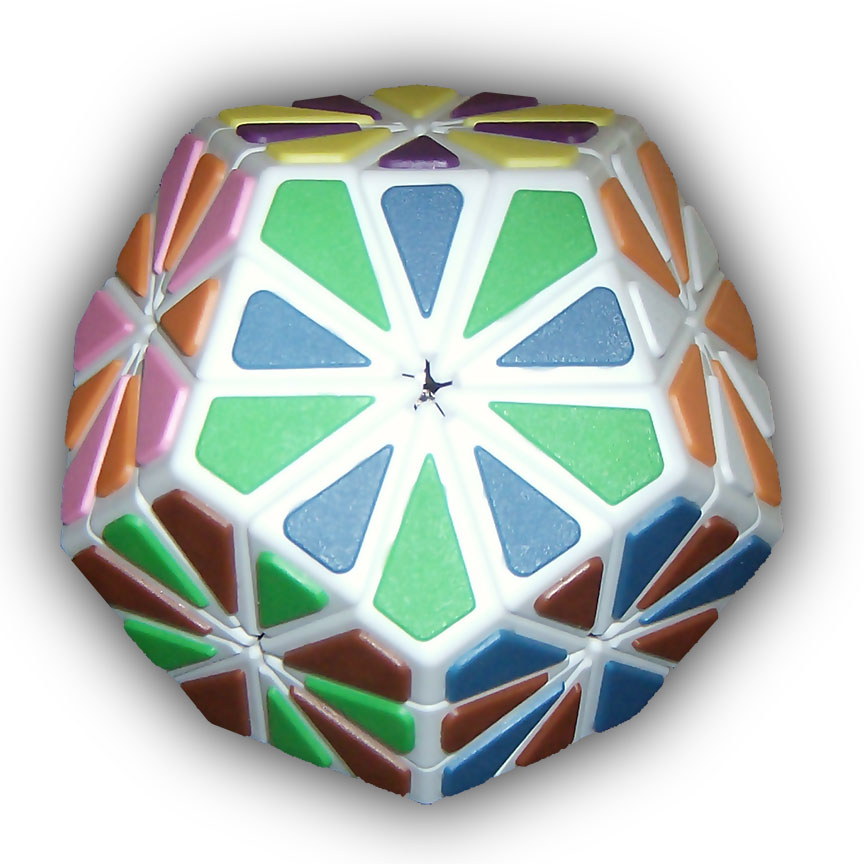
Pyraminx Crystal blanc avec un dessin en étoile.

Le Pyraminx Crystal a été breveté en Europe le 16 juillet 1987. Le numéro du brevet est DE8707783U.
En 2007, en raison de la demande des fans de puzzle, Uwe Mèffert commença à le fabriquer. Les premiers ont été expédiés en février 2008. Il existe deux variantes à 12-couleurs, une avec un corps noir et une à corps blanc.

## Description
Ce puzzle est un dodécaèdre coupé de telle manière que les coupes passent par le centre de chaque face pentagonale. Le puzzle est constitué de 20 coins et 30 bords, soit 50 pièces.
Chaque face est composée de cinq coins et de cinq bords. Quand une face tourne, cinq bords bougent avec elle. Chaque coin est partagé par trois faces et chaque bord par deux. En tournant alternativement les faces adjacentes, les pièces peuvent être permutées.
Le but du puzzle est de mélanger les couleurs et de les remettre dans leur position initiale.

## Solutions
En dépit de son nom, le puzzle n'est pas de la famille du Pyraminx. Il s'agit d'une variante du Megaminx. Les mêmes algorithmes utilisés pour résoudre les coins du Megaminx peuvent être utilisés pour résoudre les coins du Pyraminx Crystal. Les bords peuvent être permutés à l'aide de l'algorithme 4-mouvements qui laisse les coins à leur place. Ceci peut être répété jusqu'à ce que les bords soient résolus.

## Nombre de combinaisons
Il y a 30 bords avec deux orientations possibles, et 20 coins avec trois orientations possibles, donnant un maximum de 30!·230·20!·320 combinaisons possibles. Pourtant, cette limite n'est pas atteinte parce que :
1. seules les permutations des bords sont possibles, réduisant les arrangements à 30!/2.
2. l'orientation du dernier bord est déterminé par l'orientation des autres, réduisant le nombre d'orientations à 229.
3. seules les permutations des coins sont possibles, réduisant les arrangements à 20!/2.
4. l'orientation du dernier coin est déterminé par l'orientation des autres, réduisant le nombre d'orientations à 319.
5. l'orientation du puzzle n'a pas d'importance (puisqu'il n'y a pas de centre fixe pouvant servir de point de référence), divisant le total par 60. Il y a 60 positions et orientations possibles pour le premier coin, mais toutes sont équivalentes à cause de l'absence de centre.

Ceci donne un total de {\displaystyle {\frac {30!\times 2^{27}\times 20!\times 3^{19}}{60}}\approx 1,68\times 10^{66}} combinaisons possibles.